# Gernot Graeßner
Gernot Graeßner (* 1. März 1945) war  Professor für Lebenslanges Lernen, Moderation und Bildungs-/Kulturmanagement an der Europäischen Fernhochschule Hamburg (Euro-FH) bis 2023.

## Leben
Graeßner studierte Politikwissenschaft, Soziologie und Volkswirtschaft an den Universitäten Marburg und Bonn (1966–1970) und promovierte an der Philosophischen Fakultät der Universität Bonn zum Thema „Deutschland und die Nationalsozialisten in den Vereinigten Staaten von Amerika 1933–1939“. In Marburg schloss sich Graeßner der Burschenschaft Rheinfranken an, die er später jedoch wieder verließ.
Von der Politikwissenschaft zur Bildungswissenschaft gelangte er durch seine erste Begegnung mit der Erwachsenenbildung in Wolfsburg. Dort war er 1972–1974 pädagogischer Mitarbeiter der Volkshochschule.
1974/75 war Graeßner wissenschaftlicher Mitarbeiter an der Universität des Saarlandes (Politikwissenschaft). Von 1975 bis 2010 lehrte er als Akademischer Direktor an der Universität Bielefeld zunächst im Rahmen des Lehramtsstudiums „Sozialwissenschaften“ (Fakultät für Soziologie) und ab Ende der 1980er Jahre schwerpunktmäßig im Bereich Erwachsenen- und Weiterbildung (dann an der Fakultät für Erziehungswissenschaft). Ab 1985 war er zudem Rektoratsbeauftragter für wissenschaftliche Weiterbildung, als solcher u. a. Begründer des Programms „Studieren ab 50“. Er regte zahlreiche Weiterbildungsprogramme der Universität Bielefeld an, ab den 90er Jahren insbesondere auf dem Gebiet des Fernstudiums. Sein besonderes akademisches Merkmal lag in der Ausbildung von mehreren hundert Moderatoren an der Universität Bielefeld in einem dreisemestrigen Ausbildungskonzept, das sich zum Bielefelder Modell der Moderation entwickelte und zu einem weitverzweigten Netzwerk von Absolventen dieses Netzwerks in Wissenschaft, Unternehmen, öffentlichen Einrichtungen und Verbänden führte (NEMO – Netzwerk Business Moderation).
Dieser Ausbildungs- und Netzwerkgedanke wurde weiterentwickelt durch sein Engagement an der Euro-FH, Hamburg ab 2010. Dort leitete er von 2010 bis 2015 den Studiengang „Business Coaching und Change-Management (M. A.)“ in Fortsetzung einer langjährigen Kooperation mit Heidrun Strikker und Frank Strikker. Dieses Studienangebot leistet einen innovativen Beitrag zur Akademisierung insbesondere des Business Coaching.
Von 2012 bis 2023 leitete er das „Mastereinstiegsprogramm“ der Euro-FH, durch das Führungskräfte mit Berufserfahrung nach Absolvieren einer Prüfung gleichwertiger Kompetenzen Zugang zu einem Masterstudiengang finden, ohne zuvor ein grundständiges Bachelorstudium abgelegt zu haben.
Von 2014 bis 2018 leitete Graeßner den von ihm konzipierten Studiengang Betriebswirtschaftliches Bildungs- und Kulturmanagement B. A., der insbesondere die Verbindung ökonomischen Denkens mit der Gestaltung von Kultur und (Weiter-)Bildung verbindet.
Er verfügt über eine langjährige Weiterbildungspraxis im In- und Ausland, insbesondere auf dem Gebiet der Moderation und der Erwachsenenbildung. Ein Schwerpunkt dieses Engagements lag in der Ausbildung insbesondere von polnischen Studierenden der Universität Toruń in den 2000er Jahren in Kooperation mit Ewa Przybylska.
Von 1988 bis 1998 war er Vorsitzender des Arbeitskreises Universitäre Erwachsenenbildung (jetzt: Deutsche Gesellschaft für Wissenschaftliche Weiterbildung und Fernstudium). Dieser Verband vertritt die Interessen der wissenschaftlichen Weiterbildung, die ein spezifisches Aufgabenfeld der Hochschulen darstellt. In seine Amtszeit fiel u. a. die Öffnung des Verbandes für Fachhochschulen, die Anbindung bzw. Gründung von Arbeitsgemeinschaften: Bundesarbeitsgemeinschaft Wissenschaftliche Weiterbildung für Ältere – BAG WiWA – sowie der Arbeitsgemeinschaft für das Fernstudium an Hochschulen – AG-F sowie von Landesgruppen. Dabei spielte insbesondere die Integration der wissenschaftlichen Weiterbildung aus der Struktur der DDR eine Rolle. Bildungspolitische Anregungen zur Stärkung der wissenschaftlichen Weiterbildung gab Graeßner vor allem durch sein Engagement im Rahmen der Konzertierten Aktion Weiterbildung des Bundesministeriums für Bildung und Wissenschaft.
Er war Beiratsmitglied des Forschungsinstituts für Wissenschaftliche Weiterbildung an der Universität Bielefeld und ist Lehrbeauftragter der Universität Bielefeld, Fakultät für Erziehungswissenschaft.
Graeßner ist Ehrenmitglied des wissenschaftlichen Beirats der degefest (Verband der Kongress- und Seminarwirtschaft) und Mitglied des EZUS (Europäisches Zentrum für universitäre Studien Ostwestfalen-Lippe).

## Schwerpunkte in Lehre und Forschung
- Moderation
- Wissenschaftliche Weiterbildung
- Bildungsmanagement
- Weiterbildungsforschung

## Schriften (Auswahl)
- Ulrich von Alemann, Nina Basedahl, Gernot Graeßner, Sabrina Kovacs (2022): Politische Ideen im Wandel der Zeit: Von den Klassiker zu aktuellen Diskursen. Leverkusen: Verlag Barbara Budrich. UTB.
- Graeßner, G. (2022). Bildung zwischen Demokratie und Ökonomie. Das Kulturzentrum Alvar Altos. In: Das Archiv. Zeitung für Wolfsburger Stadtgeschichte. Jg. 7 (August 2022), S. 9–16
- Moderation – das Lehrbuch (2013), 2. Auflage. Augsburg Ziel Verlag
- Wissenschaftliche Weiterbildung. Zus. mit Bade-Becker U.(2010): In: Praxishandbuch Weiterbildungs-Recht. Loseblattwerk. München/Unterschleißheim: Luchterhand.
- Weiterbildung an Hochschulen und Universitäten. (1994): In: Handbuch Erwachsenenbildung, Weiterbildung. Tippelt R (Ed); Opladen: Leske + Budrich: 446–454.
- Lehr-/Lernvertrag: warum, wieso, weshalb?(2001): In: Hochschule und Weiterbildung (2001), 2, S. 44–51.